# Klaus Doppler
Klaus Doppler (* 1939 in Zeiskam) ist ein deutscher Manager-Trainer, Organisationsberater und Autor mehrerer Sachbücher. Bekannt geworden ist er durch seine Beiträge zum Thema Veränderungsmanagement, bei dem es um die Steuerung von Veränderungsprozessen in Unternehmen geht. Sein Buch „Change Management“ wurde in mehrere Sprachen übersetzt und gilt als Klassiker. Doppler ist Mitbegründer der Zeitschrift „OrganisationsEntwicklung“ (Fachverlag der Verlagsgruppe Handelsblatt GmbH).
Klaus Doppler studierte zunächst Theologie an der Päpstlichen Universität Gregoriana in Rom. Anschließend absolvierte er eine psychoanalytische Ausbildung und begann ein Psychologiestudium an der Universität Salzburg, das er mit der Promotion abschloss. Seit 1972 arbeitet er als selbständiger Trainer und Berater.

## Veröffentlichungen
- Dialektik der Führung. Opfer und Täter. Gerling Akademie Verlag, München 1999, ISBN 3-932425-15-4
- Unternehmenswandel gegen Widerstände. Change Management mit den Menschen. (mit Hellmuth Fuhrmann, Birgitt Lebbe–Waschke, Bert Voigt) Campus Verlag, Frankfurt, New York 2002, ISBN 3-593369923
- Der Change Manager. Sich selbst und andere verändern – und trotzdem bleiben wer man ist. Campus Verlag, Frankfurt, New York 2003, ISBN 3-593373289
- Inkognito. Führung von unten betrachtet. Murmann Verlag, Hamburg 2006, ISBN 3-938017759
- Change Management. Den Unternehmenswandel gestalten. (mit Christoph Lauterburg) Campus Verlag, Frankfurt, New York, 12. Auflage 2008, ISBN  978-3593387079
- Der kleine Kämpfer und sein Weg ins Glück. Murmann Verlag, Hamburg 2009, ISBN 978-3867740647